# Ogre (novads)
Pour les articles homonymes, voir Ogre (homonymie).
Ogre est un novads de Lettonie, situé dans la région de Vidzeme. En 2009, sa population est de 39 117 habitants.